# Rosnay (Vendée)
 Rosnay  es una población y comuna francesa, en la región de Países del Loira, departamento de Vendée, en el distrito de La Roche-sur-Yon y cantón de Mareuil-sur-Lay-Dissais.

## Demografía
| 531 | 480 | 436 | 452 | 451 | 427 |
| Para los censos de 1962 a 1999 la población legal corresponde a la población sin duplicidades (Fuente: INSEE [Consultar]) |     |     |     |     |     |